# Смяч (Новгород-Северский район)
Смя́ч (укр. Смяч) — село в Новгород-Северском районе Черниговской области Украины. Население — 491 человек. Занимает площадь 1,51 км². Расположено на реке Смячка.
Почтовый индекс: 16072. Телефонный код: +380 4658.

## Власть
Орган местного самоуправления — Смячский сельский совет. Почтовый адрес: 16030, Черниговская обл., Новгород-Северский р-н, с. Смяч, ул. Дружбы, 4.